# Christian Sánchez Sánchez
Christian Joaquín Sánchez Sánchez (Tampacán, San Luis Potosí, 24 de septiembre de 1981) es un político mexicano, miembro actual del Partido Verde Ecologista de México (PVEM) y con anterioridad del Partido Revolucionario Institucional (PRI). Ha sido dos veces diputado federal y presidente municipal de Tampacán, San Luis Potosí.

## Biografía
Es licenciado en Derecho por la Universidad Autónoma de San Luis Potosí (UASLP) y ha ejercido como docente en la Universidad Comunitaria de Tamazunchale.
En 1999 ocupó los cargos de auxiliar jurídico en la dirección de la Defensoría de Oficio, agente de Protección Civil en la dirección de Protección Civil, y auxiliar administrativo en la Coordinación Estatal de Carrera Magisterial de San Luis Potosí. En 2000 fue secretario general de la Federación Universitaria Potosina y agente investigador en la Secretaría de Gobernación de San Luis Potosí, y en 2001 coordinador general de la región Huasteca Sur en el Instituto Potosino de la Juventud.
De 2003 a 2006 fue regidor del ayuntamiento de Tampacán, en la administración del presidente municipal Xavier Enrique Butrón Rodríguez, en 2005 fue presidente del comité municipal del PRI. En las elecciones de 2009 fue candidato del PRI a presidente municipal de Tampacán, logrando el triunfo, y ejerciendo el cargo en el periodo de 2009 a 2012.
Al terminar el cargo, fue postulado candidato del PRI y el PVEM a diputado por el distrito 15 local, siendo elegido en 2012 para la LX Legislatura del Congreso del Estado de San Luis Potosí. En el Congreso local de 2012 a 2015, se integró en el grupo parlamentario del PVEM. Igualmente al terminar este cargo, en 2015 fue elegido diputado federal por el Distrito 7 de San Luis Potosí. En esta legislatura fue secretario de las comisiones de Agua Potable y Saneamiento, y de Hacienda y Crédito Público; así como integrante de las comisiones de Asuntos Indígenas, de la industria automotriz, y de Transportes.
En las elecciones de 2021 volvió a ser candidato a diputado federal por el Distrito 7, peor en esta ocasión por la coalición Juntos Hacemos Historia, resultando elegido por la LXV Legislatura. En ella fue secretario de la comisión de Recursos Hidráulicos, Agua Potable y Saneamiento; así como integrante de las comisiones de Infraestructura; y, de Presupuesto y Cuenta Pública.